# Grünmantel-Waldsänger
Der Grünmantel-Waldsänger (Setophaga virens, Syn.: Dendroica virens) oder Grünwaldsänger ist ein kleiner Vogel aus der Gattung der Baumwaldsänger (Setophaga) in der Familie der Waldsänger (Parulidae).
Das Oberseitengefieder, die Krone und Markierungen im gelben Gesicht sind olivgrün. Auf den schwarzen bis schwarzgrauen Flügeldecken hat er weiße Flügelstäbe. Das Unterseitengefieder ist hellgelb mit schwarzen Streifen an den Flanken. Bei dem Männchen sind die Kehle und das Brustgefieder schwarz, bei dem Weibchen befinden sich schwarze Flecken an der Brust. Die kleinen Schnäbel sind dünn und spitz.
Grünmantel-Waldsänger ernähren sich zum größten Teil von Insekten. Im Winter erweitern sie ihren Speiseplan um Beeren und Früchte.
Die Brutgebiete befinden sich in Mischwäldern oder Zypressensümpfen im Osten Nordamerikas und im Norden und Westen Kanadas. Im Winter ziehen sie unter anderem in den Süden Floridas und nach Mittelamerika z. B. Mexiko.
Der Braunkopf-Kuhstärling (Molothrus ater) ist ein häufiger Brutschmarotzer des Grünwaldsängers.